# Amikor kialszik a fény
Az Amikor kialszik a fény (eredeti címén: Lights Out) 2016-ban bemutatott amerikai természetfeletti horrorfilm az elsőfilmes David F. Sandberg rendezésében. A főszerepet Teresa Palmer, Gabriel Bateman, Alexander DiPersia, Billy Burke és Maria Bello alakítja.
Az Amerikai Egyesült Államokban 2016. június 8-án mutatták be, míg Magyarországon június 21-én jelent meg szinkronizálva az InterCom Zrt. forgalmazásában.

## Cselekménye
Egy textilraktárban Esther (Lotta Losten) lát egy női sziluettet irtózatosan hosszú ujjakkal, de amikor felkapcsolja a villanyt, az alak eltűnik: az ugyanis csak akkor látható, ha nem ég a lámpa. Esther azonnal figyelmezteti a tulajdonost, Pault (Billy Burke) a jelenésről, és arra kéri, legyen óvatos, mikor távozik. Pault nem sokkal később a sötétség behúzza, és a nőalak hátborzongató módon végez vele.
Paul mostohalánya, Rebecca (Teresa Palmer) egyedül él a lakásában, távol az édesanyjától, Sophie-tól (Maria Bello) és öccsétől, Martintól (Gabriel Bateman). Sophie mentális betegségben és depresszióban szenved, mivel újra felbukkant látszólag képzeletbeli „barátja”, akivel beszélgetni szokott. Miután Martin először megpillantja a jelenést az anyja mellett, a félelemtől nem jön álom a szemére, alvászavarokkal kezd küszködni. Sokszor elalszik az órán, ezért tanára felhívja Rebeccát az iskolából. Emma Glover gyermekvédelmi felelős (Andi Osho) kikérdezi Rebeccát az öccse életkörülményeiről, majd Rebecca hazaviszi Martint, de az anyjával való veszekedést követően inkább a saját lakásába viszi a fiút, hogy megvédje őt. Még aznap éjjel arra ébred, hogy egy nő körvonalakat karcolgat a padlóba. A jelenés már éppen rátámadna Rebeccára, amikor a lánynak sikerül felkapcsolnia a villanyt, így az alak eltűnik. Másnap reggel megnézi, hogy a nő mit karcolt a padlóba: a nevét – Diana – és egy nőfigurát. Rebeccának eszébe jut, hogy gyermekként már látta ugyanezt a nevet és rajzot a padlóba karcolva.
Rebecca az anyja lakásában tárolt iratokból kideríti, hogy Sophie-t és Dianát (Alicia Vela-Bailey) gyermekkorukban ugyanabban az elmegyógyintézetben kezelték, és Sophie volt Diana egyetlen barátja. A lány rendkívül szokatlan kórban, fényérzékenységben szenvedett.Egy fénnyel való kezelésbe vesztette életét,de mint a filmben kiderül az anya fejébe mászva még mindig ,,él,,.Egyik este mikor Sophie vissza kapja fiát feldobja azt az ötletet hogy mozizzanak este hisz mind 3-ra ráfér a kikapcsolódás.Ekkor a fiú félve kérdezi meg anyjától hogy nem lehetne e csak kettesbe.Mind ezek  ellenére este megjelenik Diana de a fiú felkapcsolja a lámpát így eltűnik.Mikor már Rebecca is gyakrabban tapasztalja Diana jelenlétét így elmegy anyjához Martinnal és barátjával hogy kiderítsék  mi is folyik anyjuk életében.Mikor közölte Rebecca anyjával hogy Diana halott anyja igazán ideges lett és tagadta.Mondta hogy még mindig él és a gyász jelentések is hamisak.Ám ekkor egy szokatlan mégis izgalmas fordulatot vesz a film hisz mikor Rebecca mondja  anyjának hogy maradnak éjszakára az anya egy papír galacsint nyom lánya kezében melyen ez áll:I need a help!!! Magyarul SEGÍTS!!!Ezentúl az anya is próbál fényt csinálni maga köré és mint kiderült az előzőkből az anya depressziós ám erre kapott gyógyszert amit szedett is volna viszont Diana ebben akadályozta.Még a film elején kiderül hogy Diana apja öngyilkos lett és ezt írta a falra:BELEMÁSZOTT A FEJEMBE!!így már rájöhettünk Diana hogy is tud testet ölteni a filmben.Mivel az anya is észheztér és Diana bántani készül Rebeccat Így az anya öngyilkos lesz hogy megmentse gyermekei életét.

## Szereplők
| Szerep                           | Színész            | Magyar hang     |
| -------------------------------- | ------------------ | --------------- |
| Rebecca                          | Teresa Palmer      | Szilágyi Csenge |
| Martin, Rebecca öccse            | Gabriel Bateman    | Pál Dániel      |
| Bret, Rebecca barátja            | Alexander DiPersia | Horváth Illés   |
| Sophie, Rebecca és Martin anyja  | Maria Bello        | Pokorny Lia     |
| Paul, Rebecca mostohaapja        | Billy Burke        | Kálid Artúr     |
| Diana, egy rosszindulatú szellem | Alicia Vela-Bailey | Bertalan Ágnes  |
| Emma                             | Andi Osho          | Botos Éva       |

## Folytatás
2016 júliusában bejelentették, hogy a New Line Cinema és a Warner Bros. Pictures már zöld utat kapott a film folytatásához. Eric Heisserer és David F. Sandberg visszatérnek forgatókönyvíróként, míg James Wan valamint Lawrence Grey producerként.

## Értékelés és bevétel
A film általánosságban pozitív kritikákat kapott a kritikusoktól. A Metacritic oldalán a film értékelése 58% a 100-ból, amely 33 véleményen alapul. A Rotten Tomatoeson Amikor kialszik a fény 77%-os minősítést kapott, 145 értékelés alapján. A film bevételi szempontból jól teljesített, ugyanis világszerte több mint 148 millió dollárt bevételezett, amely a 4,9 millió dolláros költségvetésével szemben jó eredményt ért el.